# Unité urbaine de Castelsarrasin
L'unité urbaine de Castelsarrasin est une unité urbaine française centrée sur Castelsarrasin, la sous-préfecture du Tarn-et-Garonne, au cœur de la deuxième agglomération urbaine du département.

## Données générales
Dans le zonage réalisé par l'Insee en 2010, l'unité urbaine était composée de deux communes.
Dans le nouveau zonage réalisé en 2020, elle est composée des deux mêmes communes.
En 2022, avec 27 987 habitants, elle représente la 2e unité urbaine du département de Tarn-et-Garonne et occupe le 20e rang dans la région Occitanie.
En 2021, sa densité de population s'élève à 172 hab/km2. Par sa superficie, elle représente 4,38 % du territoire départemental mais, par sa population, elle regroupe 10,6 % de la population du département de Tarn-et-Garonne.

## Composition 2020 de l'unité urbaine
Elle est composée des deux communes suivantes :
| Nom                           | Code Insee | Département     | Statut       | Superficie (km2) | Population (dernière pop. légale) | Densité (hab./km2) | Modifier                                    |
| ----------------------------- | ---------- | --------------- | ------------ | ---------------- | --------------------------------- | ------------------ | ------------------------------------------- |
| Castelsarrasin (ville-centre) | 82033      | Tarn-et-Garonne | ville-centre | 76,77            | 14 335 (2022)                     | 187                | modifier les données · modifier les données |
| Moissac                       | 82112      | Tarn-et-Garonne | banlieue     | 85,95            | 13 652 (2022)                     | 159                | modifier les données · modifier les données |

## Évolution démographique
| 1968   | 1975   | 1982   | 1990   | 1999   | 2010   | 2015   | 2022   |
| ------ | ------ | ------ | ------ | ------ | ------ | ------ | ------ |
| 23 174 | 22 578 | 22 108 | 23 288 | 23 673 | 24 962 | 26 467 | 27 987 |

#### Données générales
- Unité urbaine en France
- Aire d'attraction d'une ville
- Liste des unités urbaines de France

#### Données démographiques en rapport avec l'unité urbaine de Castelsarrasin
- Aire d'attraction de Castelsarrasin
- Arrondissement de Castelsarrasin

#### Données démographiques en rapport avec le Tarn-et-Garonne
- Démographie du Tarn-et-Garonne